# Dicranomyia pudica
Dicranomyia pudica là một loài ruồi trong họ Limoniidae. Chúng phân bố ở miền Tân bắc.